# Giovanni Inghirami

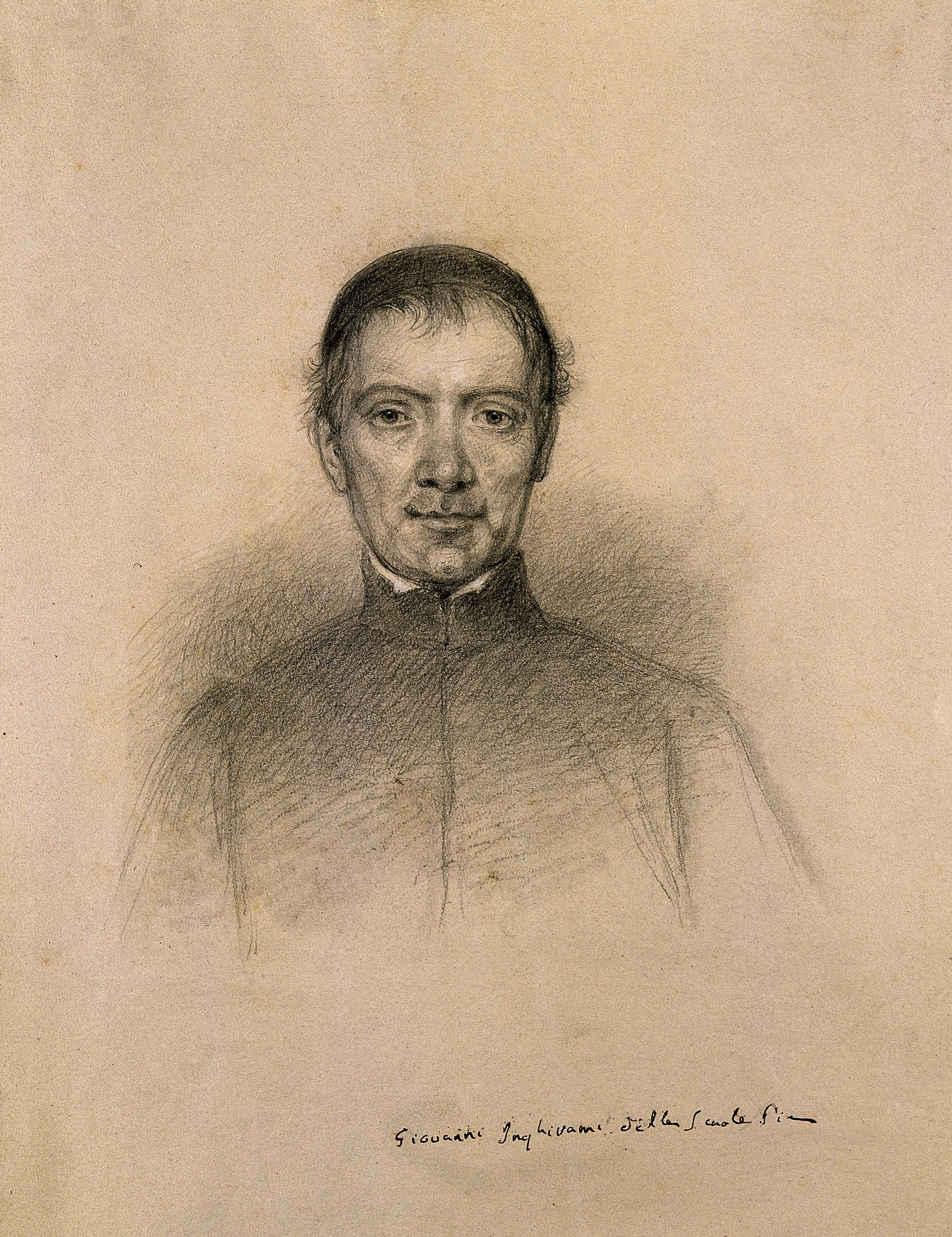
Giovanni Inghirami 1841, Zeichnung von C. E. Liverati

 Giovanni Inghirami (* 16. April 1779 in Volterra; † 15. August 1851 in Florenz) war ein italienischer Priester und Astronom.

## Leben
Giovanni Inghirami wurde 1779 in Volterra geboren. Aus seiner Familie gingen zwei weitere Gelehrte hervor, der Humanist Tommaso Inghirami (1470–1516) und sein Bruder, der Archäologe Francesco Inghirami (1772–1846).
Er erhielt seine Ausbildung bei den Piaristen am Collegio di San Michele in seiner Geburtsstadt. Mit siebzehn Jahren trat er dem religiösen Orden bei, später wurde er Professor für Mathematik und Philosophie in Volterra, wo der spätere Papst Pius IX. einer seiner Studenten war. Im Jahre 1805 bereiste er Norditalien und wurde einige Monate lang für wissenschaftliche Tätigkeiten in Mailand angestellt. Daraufhin wurde er nach Florenz berufen, um die Lehraufträge sowohl für Mathematik als auch für Philosophie am Piaristen-Kolleg zu übernehmen.
Seine ersten Veröffentlichungen waren Artikel über Hydraulik, Statik und Astronomie, astronomische Tafeln und Lehrbücher über Grundlagen der Mathematik, Trigonometrie und Geographie. Nach Beobachtungen, die sich über vierzehn Jahre erstreckten, veröffentlichte er 1830 unter dem Patronat des Erzherzogs Ferdinand III. eine topographische und geometrische Karte der Toscana im Maßstab 1:200.000.
Als die Berlin-Brandenburgische Akademie der Wissenschaften die Erstellung eines vollständigen astronomischen Atlanten unternahm, wurde Inghirami mit einem Abschnitt betraut. Seine Arbeit an dieser Aufgabe brachte ihm viel Lob ein. Im Folgenden wurde er Provinzial und Generalsuperior in seinem Orden, aber seine anfällige Gesundheit und seine Liebe zur wissenschaftlichen Forschung zwangen ihn, das zweite Amt abzulehnen, weshalb er nach Rom übersiedeln und die Position eines Generalvikars annehmen musste. Er kehrte nach Florenz zurück und setzte, obwohl fast erblindet, seine Lehrtätigkeit für einige Jahre bis wenige Monate vor seinem Tod fort.
Nach ihm wurden das Mondtal Vallis Inghirami und der Mondkrater Inghirami benannt.

## Werke
- Carta geometrica della Toscana, Florenz, 1830
- Mehrere Artikel in den "Astronomischen Nachrichten" und in Zach’s "Monatliche Correspondenz zur Beförderung der Erd- u. Himmelskunde"
- "Collezione di opuscoli e notizie di Scienze" (4 Bände, Florenz, 1820–30)
- "Tavole Astronomiche universali portatili" (ibid., 1811)
- "Effemeridi di Venere e Giove ad uso di naviganti pel meridiano di Parigi" (ibid., 1821–24).
- "Effemeridi dell’occultazione delle piccole stelle sotto la luna" (Florenz, 1809–1830)